# ATLAS (система телескопів)
ATLAS (англ. Asteroid Terrestrial-impact Last Alert System — букв. «Система останнього сповіщення про зіткнення астероїдів із Землею») — роботизована система астрономічного огляду та раннього попередження, оптимізована для виявлення невеликих навколоземних об'єктів за кілька тижнів або днів до їхнього зіткнення із Землею. Система розроблена Інститутом астрономії Гавайського університету, він же нею й керує. Фінансуються агенцією НАСА.
До складу системи наразі входять чотири 0,5-метрові телескопи. Два з них розташовані на Гавайських островах на відстані 160 км один від одного: один в Обсерваторії Халеакала (ATLAS-HKO, код обсерваторії T05), другий у Мауна-Лоа (ATLAS-MLO, код обсерваторії T08). Третій телескоп розташований у Південноафриканській астрономічній обсерваторії в Сатерленді (ATLAS–SAAO, код обсерваторії M22) у Південній Африці, а четвертий — в обсерваторії Ель-Соус у Ріо-Уртадо (Чилі) (код обсерваторії W68).
Спостереження за допомогою системи ATLAS почалися у 2015 році на одному телескопі в Халеакалі. У 2017 році до неї додали другий гавайський телескоп. Невдовзі до фінансування проєкту приєдналася НАСА, і на початку 2022 року до системи додали два додаткові телескопи в південній півкулі.
Кожну ясну ніч кожен телескоп чотири рази оглядає чверть усього видимого неба. Приєднання двох південних телескопів чотирикратно покращило покриття спостережуваного неба системою ATLAS, а також додало невидиму доти південну частину неба.

## Контекст
Зіткнення з великими космічними тілами суттєво вплинули на історію Землі. Ними пояснюються, зокрема, формування системи Земля — Місяць, походження води на Землі, еволюція життя та кілька масових вимирань. Серед помітних доісторичних подій — зіткнення з 10-кілометровим астероїдом 66 мільйонів років тому, унаслідок якого, як вважається, утворився кратер Чиксулуб і почалося крейдове вимирання, яке знищило всіх нелітаючих динозаврів і три чверті всіх видів рослин і тварин на Землі. Удар астероїда 37 мільйонів років тому, у результаті якого утворився кратер Містастін, спричинив миттєве зростання температури вище 2370 °C — це найвищий відомий природний рівень на поверхні Землі.
Після початку системного відстежування астрономічних подій зафіксовано сотні зіткнень космічних тіл із Землею і вибухів метеорів у повітрі. Дуже незначна частка з них ставала причиною смертей, травм, пошкодження майна або інших значних локальних наслідків.
Кам'яні астероїди діаметром 4 м потрапляють в атмосферу Землі приблизно раз на рік. Астероїди діаметром 7 м потрапляють в атмосферу приблизно кожні 5 років; їхня кінетична енергія сумірна з енергією вибуху атомної бомби, скинутої на Хіросіму в 1945 році (приблизно 16 кілотонн тротилу). У момент вибуху в повітрі розсіюється приблизно третина цієї кінетичної енергії, тобто 5 кілотонн. Такі відносно невеликі астероїди зазвичай вибухають у верхніх шарах атмосфери, і вся тверда речовина, з якої вони складаються, або більша її частина випаровуються.
Астероїди діаметром 20 м влучають у Землю приблизно два рази на століття. Одним із найвідоміших таких ударів є 50-метровий Тунгуський метеорит 1908 року, який, судячи з усього, не спричинив жодних жертв, але знищив кілька тисяч квадратних кілометрів лісу в дуже малонаселеній частині Сибіру (Росія). Якби така подія сталася в густонаселеному регіоні, вона завдала б катастрофічних збитків.
Єдиним відомим зіткненням в історії, яке призвело до великої кількості травм, став Челябінський метеорит 2013 року. Імовірно, ще одним подібним зіткненням була подія 1490 року в Цін'яні (Китай), але вона дуже погано задокументована. Найбільшим зареєстрованим об'єктом, який врізався в континентальну частину Землі з часів Тунгуської події, був Челябінський метеорит, який мав діаметр приблизно 20 м.
Немає сумнівів, що зіткнення з космічними тілами неодмінно відбуватимуться й у майбутньому. Імовірність зіткнення з невеликим астероїдом, яке завдає шкоди на рівні регіону, набагато більша, ніж імовірність зіткнення з великим астероїдом, яке справляє вплив на всю Землю.

Відомий фізик Стівен Гокінг у своїй останній книзі «Короткі відповіді на великі питання» (2018) зазначив, що зіткнення з великим астероїдом є найбільшою загрозою для нашої планети. У квітні 2018 року Фонд B612 зазначив:
Імовірність того, що нас вдарить [руйнівний астероїд], — 100 відсотків, але нам невідомо на 100 відсотків, коли саме.
У червні 2018 року Національна науково-технічна рада США (National Science and Technology Council) попередила, що Америка не готова до зіткнення з астероїдом, і розробила й оприлюднила «Національний план дій щодо готовності до навколоземних об'єктів».
Великі за розміром астероїди можна виявити далеко від Землі, тому є можливість дуже точно визначати їхні орбіти за багато років до будь-якого наближення. Завдяки створенню каталогу Spaceguard, ініційованому у 2005 році Конгресом США для НАСА, каталогування приблизно однієї тисячі навколоземних об'єктів із діаметром понад 1 кілометр було на 97 % завершено у 2017 році. Поступово накопичуються дані щодо космічних об'єктів діаметром від 140 м; за оцінками, їхня повнота становить близько 40 %. Очікується, що запланована місія НАСА NEO Surveyor ідентифікує майже всі з них до 2040 року.
Будь-який удар одного з відомих астероїдів можна передбачити заздалегідь, за десятиліття або навіть століття. Це достатньо довго, щоб знайти спосіб відхилити їх від Землі й уникнути зіткнення. Жодний із відомих астероїдів не загрожує Землі принаймні протягом наступного століття — отже, можна сказати, що людству не загрожує знищення цивілізації, принаймні в середньостроковому майбутньому. З іншого боку, наразі неможливо виключити регіональні катастрофічні наслідки зіткнень з астероїдами розміром кілька сотень метрів.
Астероїди діаметром менше 140 метрів нездатні спричинити катастрофу на рівні цілої планети, але на локальному рівні наслідки зіткнень із ними катастрофічні. Таких малих астероїдів небагато більше і, на відміну від великих астероїдів, невеликі вдається виявити лише тоді, коли вони підходять надто близько до Землі. Зазвичай їх неможливо ідентифікувати раніше, ніж за кілька тижнів, — це надто пізно для перехоплення. У більшості випадків їх виявляють уже на траєкторії падіння. Отже, невеликі астероїди потребуватимуть постійного відстеження.
Згідно з даними, наведеними експертами в Конгресі США у 2013 році, НАСА на той час знадобилося б щонайменше п'ять років на підготовку запуску місії з перехоплення астероїда. Цей час можна було б значно скоротити, заздалегідь спланувавши готову до запуску місію, адже скоротити той час, який мине після запуску, вкрай складно: він необхідний для того, щоб досягти астероїда і повільно відхилити траєкторію його руху принаймні на діаметр Землі.

## Найменування
Слова Last Alert («останнє сповіщення») в назві системи ATLAS указують на те, що, хоча відхилити траєкторію виявленого нею астероїда й уникнути зіткнення з ним уже не вдасться, усе ж залишаються дні або тижні, які можна присвятити евакуації населення та іншим підготовчим діям у місці ураження. За словами керівника проєкту ATLAS Джона Тонрі (John Tonry),
…цього часу достатньо, щоб евакуювати людей із району [ураження], вжити заходів для захисту будівель та іншої інфраструктури, а також підготуватися до небезпеки цунамі з океану.
Більшість збитків на суму понад 1 мільярд рублів і з 1500 травм випадків, спричинених ударом 17-метрового челябінського метеорита у 2013 році, стали результатом розбиття віконного скла ударною хвилею. Якби попередження було надане хоча б за кілька годин до зіткнення, обсяг втрат і кількість травм можна було б значно зменшити, якби люди в місці ураження просто відчинили всі вікна безпосередньо перед ударом і відійшли подалі від них.

## Огляд
Проєкт ATLAS був розроблений у Гавайському університеті з початковим фінансуванням НАСА в розмірі 5 млн дол. США. Його перший складник був зведений на вулкані Халеакалі у 2015 році. Цей перший телескоп запрацював наприкінці 2015 року, а другий, на Мауна-Лоа, — у березні 2017 року.
Заміна корекційних плит Шмідта, які спершу були нестандартними, в обох телескопах у червні 2017 року наблизила якість зображення до номінальної ширини 2 пікселі (3,8 дюйма), тобто покращила їхню чутливість на одну зоряну величину.
У серпні 2018 року проєкт отримав 3,8 млн дол. США додаткового фінансування НАСА для встановлення двох телескопів у південній півкулі. Нині один із них розміщено в Південноафриканській астрономічній обсерваторії, інший — в обсерваторії Ель-Соус у Чилі. Обидва почали працювати на початку 2022 року.
Географічне розширення ATLAS забезпечує видимість далекого південного неба, покращує безперервність покриття й стійкість до поганої погоди, а також надає додаткову інформацію про орбіти астероїдів завдяки ефекту паралакса. Загалом система ATLAS складатиметься з восьми телескопів, які будуть розташовані по всій земній кулі й забезпечуватимуть цілодобове охоплення всього нічного неба.
Якщо радіант траєкторії розташований не надто близько до Сонця, автоматизована система надає за тиждень попередження про наближення астероїдів діаметром 45 м і за три тижні — діаметром 120 м. Для порівняння, діаметр Челябінського метеорита, який впав у лютому 2013 року, за оцінками, становив 17 м. Він рухався практично з боку Сонця, тому перебував у сліпій зоні всіх наземних систем попередження. Якби такий об'єкт летів з іншого, незасліпленого напрямку, система ATLAS виявила б його за кілька днів до зіткнення.
Окрім об'єктів, які загрожують зіткненням і для виявляння яких була розроблена система ATLAS, вона спроможна ідентифікувати на нічному небі будь-який об'єкт, який змінює свою яскравість або рухається. Тому вона шукає також змінні зорі, наднові зорі, карликові планети, комети й астероїди, які не загрожують зіткненням.

## Конструкція й експлуатація
Загальна концепція системи ATLAS передбачає спільну роботу восьми телескопів Райта-Шмідта з діаметром дзеркала 50 сантиметрів і діафрагмовим числом f/2, розташованих по всій земній кулі для цілодобового охоплення всього нічного неба, кожен із яких обладнано камерою із 110-мегапіксельною ПЗЗ-матрицею.
Система в її поточному стані складається з чотирьох таких телескопів: ATLAS1 і ATLAS2 працюють на відстані 160 км один від одного на вулканах Халеакала та Мауна-Лоа на Гавайських островах, третій телескоп розташований у Південній Африці, четвертий — у Чилі. Ці телескопи відрізняються великим полем зору завширшки 7,4° — це приблизно в 15 разів більше діаметра повного Місяця, — з яких їхня ПЗЗ-камера знімає центральне поле — область розміром 5,4° × 5,4° (10 500 × 10 500 пікселів).
Ця система дає змогу зняти все нічне небо, видиме з одного місця, зробивши приблизно 1000 наведень телескопа. 30 секунд триває експозиція кожного знімка, плюс 10 секунд витрачається на зчитування з камери з одночасним перенаведенням телескопа на наступну ділянку неба. Таким чином, кожен пристрій системи ATLAS здатен щоночі сканувати все видиме небо з медіанною межею повноти при видимій зоряній величині 19. Оскільки задачею системи ATLAS є ідентифікація рухомих об'єктів, кожен телескоп фактично спостерігає одну чверть неба чотири рази за ніч із приблизно 15-хвилинними інтервалами.
В ідеальних умовах чотири телескопи, працюючи разом, можуть щоночі спостерігати все нічне небо, але обсяг ефективного покриття подекуди зменшується через погану погоду, непередбачувані технічні проблеми та навіть несподіване виверження вулкана Мауна-Лоа.
Чотири зроблені телескопом експозиції дають змогу автоматично ідентифікувати попередню орбіту астероїда. Якщо дані одного зі спостережень буде втрачено, певна стійкість забезпечується завдяки перекриттям зображень і яскравим зорям, розташованим близько до астероїда. Це дає змогу передбачити приблизне положення астероїда в наступні ночі для подальшого відстеження.
Яскравість, яка відповідає видимій зоряній величині 19, характеризується як «істотно, але не занадто слабка». Вона приблизно в 100 000 разів слабша, ніж та, яку неозброєне людське око здатне помітити з дуже темного місця. Видима зоряна величина 19 еквівалентна вогню сірника, запаленого в Нью-Йорку, якщо дивитися на нього із Сан-Франциско.
Таким чином, ATLAS сканує видиме небо з набагато меншою глибиною, але набагато швидше, ніж масиви потужніших оглядових телескопів, як-от Pan-STARRS Гавайського університету. Система Pan-STARRS проникає приблизно в 100 разів глибше, ніж ATLAS, але на однократне сканування всього неба вона витрачає тижні, а не чверть ночі. Тому ATLAS краще підходить для пошуку невеликих астероїдів, видимих протягом лише кількох днів, коли вони різко освітлюються, пролітаючи дуже близько до Землі.

Спочатку в рамках програми Near Earth Observation Program агенції НАСА було виділено грант у розмірі 5 млн дол. США. З них 3,5 млн покрили перші три роки проєктування, будівництва й розробки програмного забезпечення, а залишок гранту пішов на фінансування роботи системи протягом двох років після введення в експлуатацію, яке відбулося наприкінці 2015 року. Подальші гранти НАСА витрачалися на фінансування продовження роботи системи ATLAS і будівництво двох телескопів у південній півкулі.

## Відкриття
- SN 2018cow — відносно яскрава наднова, яка вибухнула 16 червня 2018 року.
- 2018 AH — найбільший астероїд, який пролетів дуже близько до Землі 2 січня 2018 року (перший такий проліт з 1971 року).
- A106fgF, астероїд діаметром 2—5 м, який пройшов дуже близько від Землі або врізався в неї 22 січня 2018 року.
- 2018 RC, навколоземний астероїд, виявлений 3 вересня 2018 року. Примітний тим, що його виявили трохи більше ніж за день до максимального наближення 9 вересня 2018 року.
- A10bMLz — космічне сміття невідомого походження, так званий «порожній мішок для сміття», 25 січня 2019 року[43].
- 2019 MO — астероїд розміром приблизно 4 метри, який впав у Карибське море на південь від Пуерто-Рико в червні 2019 року[44].
- C/2019 Y4 (ATLAS) — комета.
- 2020 VT4 — об'єкт розміром 5–10 метрів, який підійшов до Землі на мінімальну відстань (370 км), не впавши.
- Сфотографовано викид після зіткнення запущеного агенцією НАСА зонда DART з астероїдом Діморф[45].
- C/2023 A3 (Цзицзіньшань — ATLAS) — довгоперіодична комета, яка претендує на роль великої комети і, за розрахунками, була максимально яскравою 13 жовтня 2024 року.
- 3I/ATLAS — міжзоряний об'єкт з кометними властивостями, який пролетить біля Сонця 29 жовтня 2025 року.